# Петровка (приток Волчьей)
Петровка (бывшая Петяйоки фин. Petäjoki) — река на территории России, протекает по территории Приозерского района Ленинградской области, правый приток Волчьей.

## География и гидрология
Устье реки находится в 4 км по правому берегу реки на 4 км правого берега реки Волчьей. Длина реки — 18 км.
В реку впадает ручей, вытекающий из Петровского озера. Река протекает южнее той части посёлка Петровское, что расположена на Приозерском шоссе и ближе к Петровскому озеру, и севернее той части посёлка Петровское, что ближе к железной дороге, а также севернее пристанционного посёлка Петяярви.

## Данные водного реестра
По данным государственного водного реестра России относится к Балтийскому бассейновому округу, водохозяйственный участок реки — Водные объекты бассейна оз. Ладожское без рр. Волхов, Свирь и Сясь, речной подбассейн реки — Нева и реки бассейна Ладожского озера (без подбассейна Свирь и Волхов, российская часть бассейнов). Относится к речному бассейну реки Нева (включая бассейны рек Онежского и Ладожского озера).